# القراعيات (الظهار)

تعديل مصدري - تعديل

القراعيات محلة تابعة لقرية الكداهي، التابعة لعزلة انامر بمديرية الظهار إحدى مديريات محافظة إب في الجمهورية اليمنية.، بلغ تعداد سكانها 103 حسب تعداد اليمن لعام 2004.